# Grusonia emoryi
Grusonia emoryi är en kaktusväxtart som först beskrevs av Georg George Engelmann, och fick sitt nu gällande namn av Donald John Pinkava. Grusonia emoryi ingår i släktet Grusonia och familjen kaktusväxter. Inga underarter finns listade i Catalogue of Life.